# Fort Calhoun
Fort Calhoun é uma cidade localizada no estado americano de Nebraska, no Condado de Washington.

## Demografia
Segundo o censo americano de 2000, a sua população era de 856 habitantes.
Em 2006, foi estimada uma população de 924, um aumento de 68 (7.9%).

## Geografia
De acordo com o United States Census Bureau, a localidade tem uma área de 1,6 km², sem área coberta por água. Fort Calhoun localiza-se a aproximadamente 307 m acima do nível do mar.

## Localidades na vizinhança
O diagrama seguinte representa as localidades num raio de 20 km ao redor de Fort Calhoun.